# Episodi di Settimo cielo (sesta stagione)
La sesta stagione della serie televisiva Settimo cielo (7th Heaven), composta da 22 episodi, è stata trasmessa per la prima volta negli Stati Uniti fra il 24 settembre 2001 e il 20 maggio 2002 sulla rete The WB. In Italia è stata trasmessa in prima visione su Italia 1 dall'8 aprile 2004 all'11 maggio 2004.
L'episodio 6x20 Il soldato non fu trasmesso su Italia 1, a causa dei temi troppo patriottici affrontati; L'episodio però viene mandato in onda su Fox ben 3 anni dopo la trasmissione degli inediti su Italia 1, ovvero il 26 marzo 2007. Il 7 dicembre 2010 sul canale digitale free La5, viene recuperato e trasmesso per la prima volta in chiaro.
| n° | Titolo originale  | Titolo italiano              | Prima TV USA      | Prima TV Italia |
| -- | ----------------- | ---------------------------- | ----------------- | --------------- |
| 1  | Changes           | Crisi di famiglia            | 24 settembre 2001 | 8 aprile 2004   |
| 2  | Teased            | Soprannomi pericolosi        | 1º ottobre 2001   | 9 aprile 2004   |
| 3  | Sympathy          | Pietà e compassione          | 8 ottobre 2001    | 12 aprile 2004  |
| 4  | Work              | Lavoratori                   | 15 ottobre 2001   | 13 aprile 2004  |
| 5  | Relationships     | Relazioni complicate         | 22 ottobre 2001   | 15 aprile 2004  |
| 6  | Broken            | Separazioni                  | 5 novembre 2001   | 16 aprile 2004  |
| 7  | Prodigal          | Figliol prodigo              | 12 novembre 2001  | 19 aprile 2004  |
| 8  | Ay Carumba        | Fratelli e sorelle           | 19 novembre 2001  | 20 aprile 2004  |
| 9  | Lost              | Scomparsi                    | 26 novembre 2001  | 22 aprile 2004  |
| 10 | Consideration     | Segreti di famiglia          | 10 dicembre 2001  | 23 aprile 2004  |
| 11 | Pathetic          | Patetica                     | 14 gennaio 2002   | 26 aprile 2004  |
| 12 | Suspicion         | A testa alta                 | 21 gennaio 2002   | 27 aprile 2004  |
| 13 | Drunk             | Il party                     | 4 febbraio 2002   | 28 aprile 2004  |
| 14 | Hot Pants         | Le sorprese di San Valentino | 11 febbraio 2002  | 29 aprile 2004  |
| 15 | I Really Do       | Voglia di matrimonio         | 25 febbraio 2002  | 30 aprile 2004  |
| 16 | I Really Did      | Il matrimonio segreto        | 4 marzo 2002      | 3 maggio 2004   |
| 17 | Lip Service       | Una questione di fede        | 15 aprile 2002    | 4 maggio 2004   |
| 18 | The Ring          | L'anello di fidanzamento     | 22 aprile 2002    | 5 maggio 2004   |
| 19 | Letting Go        | Il consulente matrimoniale   | 29 aprile 2002    | 6 maggio 2004   |
| 20 | The Known Soldier | Il soldato                   | 6 maggio 2002     | 26 marzo 2007   |
| 21 | Holy War (1)      | Il matrimonio (1)            | 13 maggio 2002    | 10 maggio 2004  |
| 22 | Holy War (2)      | Il matrimonio (2)            | 20 maggio 2002    | 11 maggio 2004  |

## Crisi di famiglia
- Titolo originale: Changes
- Diretto da: Burt Brinckerhoff
- Scritto da: Brenda Hampton

### Trama
Eric scopre che Matt ha perso il lavoro all'ospedale e si sta facendo aiutare dai suoi amici a trovare un nuovo lavoro. Simon fa pressioni sul padre per prendere il foglio rosa. Nel frattempo Lucy torna a casa e piange tutto il giorno rifiutandosi di discutere di quello che è successo tra lei e Jeremy a New York. Robbie è ancora innamorato di Mary. Ed infine Eric deve far fronte anche ai continui sbalzi d'umore di Annie.... non sarà incinta?!?!
- Guest star: Steve Stapenhorst (dottor Peterson)

## Soprannomi pericolosi
- Titolo originale: Teased
- Diretto da: Tony Mordente
- Scritto da: Brenda Hampton

### Trama
Simon decide di difendere un ragazzo da atti di bullismo. Robbie decide di dare a Ruthie il soprannome di Rubis per scherzo, così Ruthie decide di soprannominare Lucy Lady Libertà per il fatto che la ragazza ha rotto il fidanzamento con Jeremy. Una vecchia amica di Eric, Merle, si presenta alla sua porta in cerca di aiuto. Mary decide di diventare pompiere.
- Guest star: Morgan Fairchild (Merle 'Bird'), Davenia McFadden (infermiera Amy), Brian Sites (Mick), Steven DeRelian (Tim)

## Pietà e compassione
- Titolo originale: Sympathy
- Diretto da: Joel J. Feigenbaum
- Scritto da: Brenda Hampton

### Trama
Simon vuole uscire con una ragazza incinta di nome Sally, ma Eric non vuole dargli il permesso, nonostante anche Matt a 16 anni fosse uscito con una ragazza incinta. Annie decide di accettare l'offerta d'affitto di Robbie per la stanza sul garage nonostante la volessero sia Matt che Lucy. Un carpentiere si offre di aiutare Annie a finire la stanza sul garage ma finge di farsi male per farsi pagare i danni. Mary sta cercando di diventare pompiere, moglie di Wilson e madre di Billy contemporaneamente.
- Guest star: Tom Simmons (Ray Rickey), Julius Tennon (guardia di sicurezza), Michael Sollenberger (avvocato), Marisa Theodore (Sally)

## Lavoratori
- Titolo originale: Work
- Diretto da: David J. Plenn
- Scritto da: Sue Tenney

### Trama
Eric cerca di organizzare una serata romantica con Annie ma lei cerca in tutti i modi di evitarla. Annie però sorprende Eric rivelandogli la sua decisione di tornare al college. Simon lavora alla pizzeria ma a causa dei frequenti ritardi rischia di essere licenziato. Lucy ha un appuntamento con un amico di Robbie. Mary rimane coinvolta in un incendio.
- Guest star: Mike Erwin (Hugh), Juleah Weikel (Jane), Wendy Hainer (cliente n°1), Ken Daly (cliente n°2), Kelly Felix (cliente n°3), Jane Lynch (infermiera), Eric Ware (Rick), Zach Galligan (dottor Kent), James Keane (Pete), Tasha Taylor (Gina Miller)

## Relazioni complicate
- Titolo originale: Relationships
- Diretto da: Burt Brinckerhoff
- Scritto da: Sue Tenney

### Trama
Ai primi giorni di insegnamento, Annie da inavvertitamente dei consigli sbagliati ad una studentessa. Allo stesso tempo, Eric ed Annie capiscono che i loro continui litigi gravano su tutta la famiglia. Lucy e Robbie, dopo che la ragazza ha mandato a monte un appuntamento di Robbie per gelosia, rivelano reciprocamente i loro sentimenti. Cheryl chiede aiuto a Eric per alcuni problemi con Matt, ma il reverendo inavvertitamente fraintende quale sia il vero problema e da consigli sbagliati. Simon è attratto dalla ragazza di un suo amico. Wilson chiede ad una Mary confusa di sposarlo e la ragazza conosce un pompiere che prova interesse nei suoi confronti.
- Guest star: Cliff Weisman (signor Parks), Kate Fuglei (signora Parks), Kaley Cuoco (Lynn), Eric Ware (Rick), Ashley Yegan (Joanne)

## Separazioni
- Titolo originale: Broken
- Diretto da: Tony Mordente
- Scritto da: Sue Tenney

### Trama
Lucy e Robbie non sanno come dire a Mary della loro relazione. Matt è preoccupato perché una giovane ragazza del suo gruppo di studio sembra essere vittima di abusi da parte del suo ragazzo. La sorella di Eric, Julie, si presenta a casa Camden con la figlia. Simon incontra Sasha, una sua vecchia ragazza.
- Guest star: Eric Ware (Rick), Burke Stuart (Larry), Sami Simkin (Sasha Simpson), Robin Purcell (Jill), Sami Reed (Mel), Mike Schadel (membro del gruppo), Jane Lynch (infermiera)

## Figliol prodigo
- Titolo originale: Prodigal
- Diretto da: Harry Harris
- Scritto da: Brenda Hampton ed Erik Kolbell

### Trama
L'improvviso ritorno a casa di Mary fa sì che tutta la famiglia Camden si chieda cosa sia successo tra Wilson e la ragazza. Si sono sposati? Si sono lasciati? Solo Mary sa cos'è successo e non è intenzionata a raccontarlo, almeno per il momento. Il suo ritorno rende felice Annie, che cerca di far sentire a proprio agio e comoda la figlia. Ma nessun altro all'interno della famiglia è felice di vederla. Ruthie pensa che Mary debba delle scuse a tutti i suoi fratelli per le brutte azioni commesse prima di andare a Buffalo che li hanno messi nei guai.
- Guest star: Jimm Giannini (frequentatore di chiesa n°1), Allen Guidry (frequentatore di chiesa n°2), Brighton Ring (Raina), Suzanne Kent (signora Corning)

## Fratelli e sorelle
- Titolo originale: Ay Carumba
- Diretto da: Paul Snider
- Scritto da: Brenda Hampton

### Trama
Matt, Lucy, Simon e Robbie vogliono a tutti i costi l'appartamento sul garage dopo che Annie li ha informati che quel posto sarà di Mary. Così i tre Camden più Ruthie, che vuole a tutti i costi prevalere sui tre fratelli maggiori, si chiudono nel garage e fanno guerra ad Annie che proibisce loro di tornare a casa eccetto per l'uso del bagno. Robbie è nervoso per l'incontro coi genitori della sua ragazza.
- Guest star: Miguel Sandoval (Ramon Reyes), Douglas Fisher (maggiordomo)

## Scomparsi
- Titolo originale: Lost
- Diretto da: Burt Brinckerhoff
- Scritto da: Brenda Hampton (sceneggiatura); Chris Olsen e Jeff Olsen (soggetto)

### Trama
Mary e Lucy chiedono ai loro genitori di trovar loro un fidanzato (e magari futuro marito). Joy e Robbie discutono sul tempo che passano insieme. Simon e Matt, usando i gemelli, cercano di far colpo su delle ragazze all'antica, ma il loro piano fallisce. Quando Robbie trova un cane in una via, Joy capisce che quella è la chiave per ritrovare suo fratello scomparso, Joseph.
- Guest star: Jacqeline Schultz (rapitrice), Michele Elizabeth Craig (donna n°1), Piper Henry (donna n°2), James Martinez (agente Willis), Miguel Sandoval (Ramon Reyes), Andrew Aguato (Joseph)

## Segreti di famiglia
- Titolo originale:  Consideration
- Diretto da: Tony Mordente
- Scritto da: Sue Tenney

### Trama
Il padre di Annie, Charles, si presenta a casa dei Camden per un weekend mentre Ginger si prende una vacanza. Charles accompagna Simon a prendere il foglio rosa e al ritorno permette al ragazzo di guidare la macchina venendo inseguiti dalla polizia e finendo in televisione. Eric mente ad Annie riguardo ai suoi impegni per quel giorno, incluso un viaggio al Glenoak Hospital.
- Guest star: Winifred Freedman (segretario del capo), Jennifer Parsons (infermiera), Stan Sellers (dottore), Pamela Roylance (moglie del capo dei pompieri), Christopher Murray (agente n°1), Jeff Austin (agente n°2), Van B. Poole (agente n°3), Barbara Kerr Condon (operatrice n°1), Jennifer Nicole Lynn (operatrice n°2), Mark Kriski (giornalista), Steven Barr (capo), Paul Eric Jerome (inserviente)

## Patetica
- Titolo originale:  Pathetic
- Diretto da: Bradley Gross
- Scritto da: Brenda Hampton e Jeffrey Rodgers

### Trama
Annie lascia il suo lavoro alla scuola privata senza consultarsi prima con Eric. Mary prova a chiamare Wilson e scopre che si è trasferito. Simon usa la macchina di Robbie per fare pratica ma accidentalmente si schianta contro l'auto di Matt. Il fratello di Robbie, Ronald, arriva a casa Camden. Mary riceve un'inaspettata visita, Ben - il pompiere che ha baciato - che si ferma per cena. La signorina Riddle, l'insegnante con la quale Ruthie aveva avuto dei problemi, comincia a lavorare alla scuola di Ruthie.
- Guest star: Rhomeyn Johnson (agente di polizia), Brian Bowen (Ronald), Elizabeth Ruscio (signorina Riddle), Suzanne Kent (signora Corning)

## A testa alta
- Titolo originale: Suspicion
- Diretto da: Joel J. Feigenbaum
- Scritto da: Elaine Arata

### Trama
A casa Camden scompaiono alcuni oggetti trovati poi in garage in compagnia di Ruthie e di una sua compagna maltrattata da alcuni ragazzi perché musulmana. Matt e Simon decidono di cercare i due ragazzi che infastidiscono Jasmine, l'amica di Ruthie. Mary e Lucy girano per il quartiere in cerca di firme per sostenere la famiglia di Jasmine. Eric ed Annie propongono alla madre di Jasmine di chiedere una borsa di studio per far ammettere la figlia alla scuola privata di Ruthie, ma tutti i genitori degli alunni della scuola non vogliono Jasmine.
- Guest star: Elizabeth Ruscio (signorina Riddle), Tim Monsion (uomo n°1), Nikki Tyler (membro del consiglio), Gail Borges (membro del consiglio n°2), Deborah Leydig (donna), Faran Tahir (signor Halawi), Saachiko (vicina di casa asiatica), Ashley Soloman (Yasmine), Trent Gill (Jack), Davenia McFadden (infermiera), Michael Bofshever (Daniel Jenkins), Veena Bidasha (Nasreen), Mike Saad (Imam), Tim Monsion (uomo n°1), Stewart Skelton (uomo n°2)

## Il party
- Titolo originale: Drunk
- Diretto da: Burt Brinckerhoff
- Scritto da: Sue Tenney

### Trama
Simon persuade i suoi genitori a lasciarlo andare ad un party dopo che gli ha presentato un suo amico che promette loro di tenere d'occhio il figlio. Matt riceve una risposta da due facoltà di medicina. Mary e Lucy sono nella stessa classe e Mary decide di uscire con le amiche della sorella.
- Guest star: Wendi Kenya (Barb), Joshua LeBar (Tom), Shayne Benton (Mike), Tara Nulty (Jill)

## Le sorprese di San Valentino
- Titolo originale: Hot Pants
- Diretto da: Tony Mordente
- Scritto da: Sue Tenney

### Trama
Il giorno di San Valentino riserva delle sorprese per la famiglia Camden. Simon viene invitato da Maria, una ragazza più grande di lui, a uscire insieme. Annie decide di sorprendere Eric ma i due finiscono per litigare. Mary è preoccupata che Robbie voglia portare Joy in un albergo. Ruthie è invitata ad una festa ma non ha un ragazzo con cui andarci. Lucy incontra Jeremy e decide così di pedinarlo per tutta la sera rendendosi ridicola anche agli occhi di Mike. Mary incontra Wilson con la sua nuova ragazza, Corei, una amica del liceo di Mary. Matt chiede a tutte le sue ex ragazze perché si sono lasciati.
- Guest star: Alana Austin (Maria Davis), Hope Riley (Gisele), Madison McReynolds (Bernadette), Bobby Edner (Frank), Katie Morrow (Kim), Caroline Aaron (Sally Palmer), Douglas Fisher (maggiordomo), Jessica Osekowsky (Amber)

## Voglia di matrimonio
- Titolo originale: I Really Do
- Diretto da: Burt Brinckerhoff
- Scritto da: Brenda Hampton

### Trama
Matt è determinato a trovare una ragazza da sposare. Durante un turno serale incontra Sarah Glass, una collega che appare agli occhi di Matt la ragazza giusta da sposare. Il problema però è che la ragazza è ebrea e suo padre è un rabbino. Ruthie persuade Matt dal fare qualsiasi cosa stupida che potrebbe compromettere il suo futuro.
- Guest star: Sarah Danielle Madison (Sarah Glass), Jane Lynch (infermiera)

## Il matrimonio segreto
- Titolo originale: I Really Did
- Diretto da: Stephen Collings
- Scritto da: Brenda Hampton

### Trama
Matt passa tutta la notte fuori casa con Sarah. Decidono poi di annunciare ai genitori il loro fidanzamento ufficiale. Eric è convinto che Matt abbia fatto qualcosa di avventato ed Annie cerca di tranquillizzarlo. Lucy e Mary sospettano che Ruthie sappia cos'è successo durante la notte che Matt è stato fuori casa. Sarah e Matt decidono di tenere segreto il loro matrimonio fino alla cerimonia ebraica che verrà celebrata pochi mesi dopo.

## Una questione di fede
- Titolo originale: Lip Service
- Diretto da: Joel J. Feigenbaum
- Scritto da: Paul Perlove

### Trama
Annie prova a cucinare piatti ebraici per la cena a casa Glass. Simon chiede a Matt e Sarah di portare a cena il suo amico Morris. Matt acconsente poiché Morris è per metà ebreo. Lucy e Mary cercano a tutti i costi di stare a casa con Robbie che ha il compito di curare i gemelli ma alla fine Lucy sarà costretta a partecipare alla cena. Durante la serata Matt dice ai genitori che si vuole convertire all'ebraismo.

## L'anello di fidanzamento
- Titolo originale: The Ring
- Diretto da: Tony Mordente
- Scritto da: Sue Tenney e Chad Byrnes

### Trama
Matt e Sarah devono pianificare il loro matrimonio e litigano perché Matt non ha regalato un anello di fidanzamento a Sarah. Così Eric aiuta il figlio a comprarne uno ma coi pochi soldi a disposizione sono costretti a prenderne uno finto. Mary e Lucy si recano a Buffalo. All'aeroporto vengono smarriti i bagagli di Lucy e mentre sono condotte alla centrale incontrano un ufficiale di polizia di nome Kevin che invita le due ragazze ad un doppio appuntamento con suo fratello, che si rivelerà essere Ben.
- Guest star: Kris Edland (assistente di volo), George Stults (Kevin Kinkirk), Suzanne Kent (signora Corning), Brent Sexton (guardia di sicurezza)

## Il consulente matrimoniale
- Titolo originale:  Letting Go
- Diretto da: Joel J. Feigenbaum
- Scritto da: Brenda Hampton

### Trama
Ben e Kevin arrivano a casa Camden a trovare Mary e Lucy. Patty-Mary, la sorella Kinkirk, arriva a Glenoak perché è preoccupata che la mamma esca con un vicino di casa e vuole che Ben e Kevin tornino a casa. Ruthie è perseguitata da Eric che sospetta che la ragazzina sappia qualcosa riguardo Matt e Sarah. Una coppia si presenta da Eric perché il figlio quarantaquattrenne se ne è andato di casa.
- Guest star: Kristin Herrera (Katie), Norma Maldonado (Kathleen), Natalie Ramsey (Patty-Mary Kinkirk), Charlie Brill (signor Tallridges), George Stults (Kevin Kinkirk), Mitzi McCall (signora Tallridges), Steven J. Levy (Jeromiah 'Jerry' Tallridges)

## Il soldato
- Titolo originale:  The Known Soldier
- Diretto da: Burt Brinckerhoff
- Scritto da: Brenda Hampton

### Trama
Ruthie, per un progetto scolastico, corrisponde via mail con un soldato che in breve muore. Il Colonnello si reca così a casa Camden per parlare del soldato. Eric decide di celebrare una commemorazione per il sergente deceduto e Ruthie gira un video nella quale canta I Won't Back Down di Tom Petty e lo spedisce alla Fanteria di Marina.
- Guest star: CeCe Winans (se stessa), Peter Graves (John 'il colonnello' Camden), Harrison Young (Frank), Dave Francisco (Sergente Hudson), Tamara Lee Krinsky (Anne), Ernest Borgnine (Joe)

## Il matrimonio (1)
- Titolo originale:  Holy War (1)
- Diretto da: Tony Mordente
- Scritto da: Sue Tenney

### Trama
Matt e Sarah si incontrano con il reverendo e il rabbino per stabilire gli ultimi preparativi per la celebrazione del matrimonio, durante il quale Eric deve solo reggere la candela. Il rabbino convince Matt a convertirsi prima della celebrazione del matrimonio ma ciò fa sì che Eric si arrabbi. Il Rabbino e il Reverendo decidono di non celebrare l'evento e di non partecipare al matrimonio. Lucy, nell'attesa in aeroporto dei nonni, incontra un ragazzo e lo invita al matrimonio di Matt.
- Guest star: George Stults (Kevin Kinkirk), Charlie Brill (signor Tallridges), Diane Mizota (Kelly), Mitzi McCall (signora Tallridges), Sean Cw Johnson (Doug), Jane Lynch (infermiera)

## Il matrimonio (2)
- Titolo originale:  Holy War (2)
- Diretto da: Tony Mordente
- Scritto da: Sue Tenney

### Trama
Matt e Sarah sono delusi dalla decisione dei loro padri di non partecipare al matrimonio, ma le loro madri sono ben decise a celebrarlo. Ben e Kevin giungono a Glenoak per incontrare Lucy e Mary e risolvere le divergenze. Mary arriva a Glenoak giusto in tempo per la cerimonia, e porta con sé un ospite "misterioso", Ruthie si rende conto di doversi separare dal fratello Matt, e dopo anche da Robbie, così vorrebbe risolvere la situazione cacciando di casa Robbie. Lucy e Mary hanno accolto i nonni all'aeroporto, quindi il "Colonnello" convince Eric a partecipare alle nozze. Eric convince anche il rabbino Glass e decidono di celebrare il matrimonio insieme.
- Guest star: George Stults (Kevin Kinkirk), Peter Graves (John 'il colonnello' Camden), Beverly Garland (Ginger Jackson)